# Voltec-Antrieb

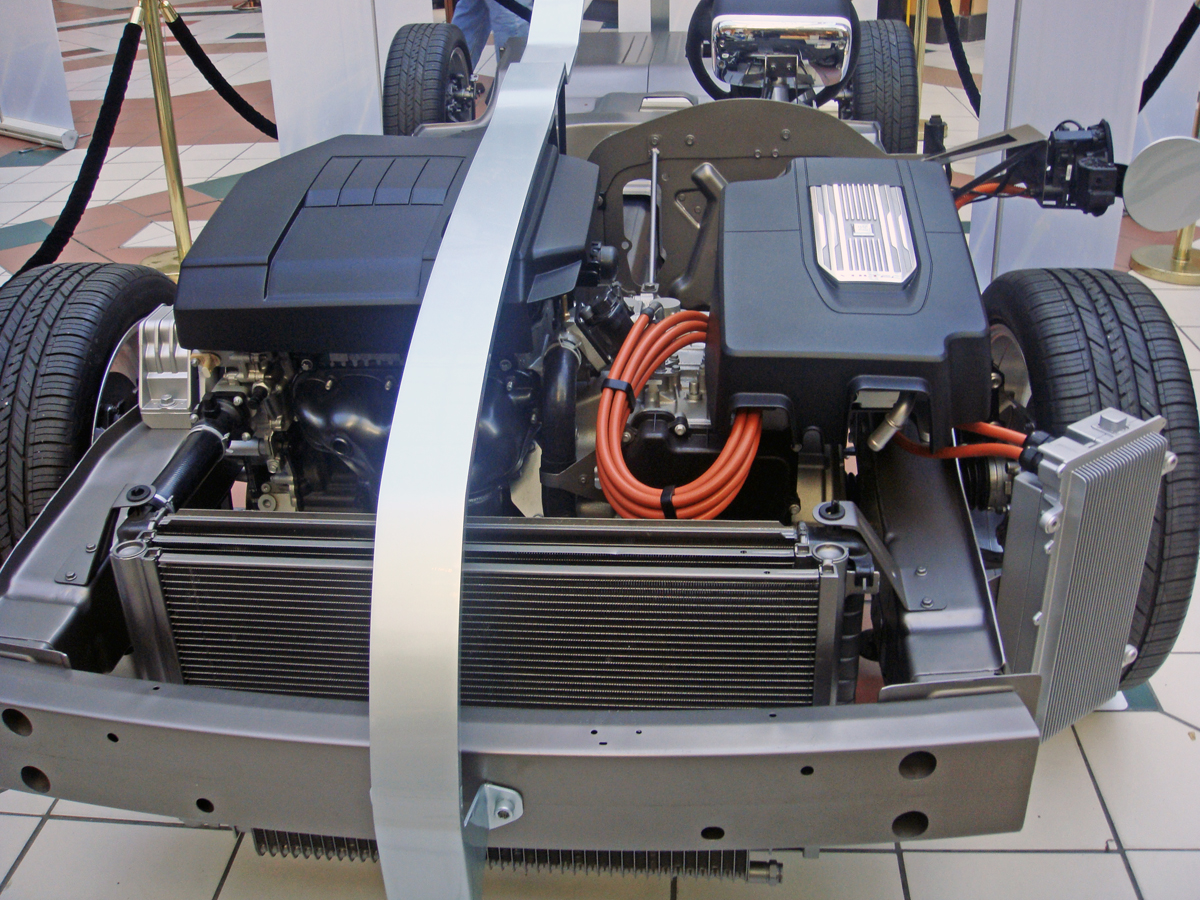
Motoren eines Chevrolet Volt bei einer öffentlichen Ausstellung in einer Metro-Station in Washington D.C., links der Verbrennungsmotor, rechts der Elektromotor

Der Voltec-Antrieb ist ein alternatives Antriebskonzept des Autoherstellers General Motors, das im Jahr 2010 mit dem Chevrolet Volt auf den Markt kam und seit November 2011 auch im Opel Ampera zum Einsatz kommt. Der Antrieb wurde unter Leitung des deutschen Ingenieurs Frank Weber entwickelt, der nach wechselnden Aktivitäten bei GM und Opel seit dem Jahr 2011 für BMW arbeitet. In dem im Jahr 2007 vorgestellten Konzeptfahrzeug Chevrolet Volt wurde der Voltec-Antrieb noch E-Flex-Antrieb genannt. GM kündigte für Ende 2012 zwei weitere PKW-Modelle an, bei denen der Voltec-Antrieb zum Einsatz kommen sollte; sie wurden jedoch nicht hergestellt.
Eine zweite Version des Voltec-Antriebs wurde mit dem Modelljahr 2016 des Chevrolet Volt vorgestellt.
GM bezeichnet den Fahrzeugantrieb nicht als „Hybridantrieb“, sondern führte für die Fahrzeuge das Kürzel E-REV ein, was für „extended-range electric vehicle“ steht.
„Voltec“ wird verschiedentlich als ein Kofferwort aus den Begriffen Volt, „Vortec“ und Technology angesehen.

## Prinzip
Das Motorsystem besteht aus drei Arbeitsmaschinen/Kraftmaschinen:
- einem Elektromotor als Hauptantrieb, der bei der Rekuperation auch als Generator arbeitet,
- einem On-Board-Generator, der teilweise auch als Antriebsmotor eingesetzt wird, sowie
- einem Ottomotor, der hauptsächlich zum Antrieb des Generatormotors dient.

Über ein Planetengetriebe mit drei hydraulisch betätigten Motorkupplungen werden die drei Motoren auf unterschiedliche Weise gekoppelt. Der jeweils optimale Betriebsmodus wird je nach Betriebszustand vollautomatisch elektronisch gewählt. Die eingesetzten Motorkupplungen sind dabei immer entweder offen oder geschlossen. Eine „rutschende Kupplung“, wie sie bei PKWs mit Handschaltgetriebe vom Fahrer für den Anfahrvorgang verwendet wird, gibt es beim Voltec-Antrieb in keinem der Fahrmodi, sondern nur sehr kurz beim Wechsel der Modi.
In erster Linie erfolgt der Antrieb des Fahrzeugs durch einen Elektromotor mit einer Spitzenleistung von 111 kW (151 PS).
Wenn die Akkus des Fahrzeugs weitgehend entladen sind, springt der nicht aufgeladene 1,4-Liter-Vierzylinder-Ottomotor mit einer Leistung von 63 kW (84 PS) an und speist den On-Board-Generator, der nun elektrischen Strom für den Hauptantrieb liefert.
Das Design wird als teilweise serieller Hybridantrieb bezeichnet, da der Verbrennungsmotor einen Generator mit Energie versorgt, der den Strom für den E-Motor erzeugt. Es ist ebenfalls ein teilweise paralleler Hybridantrieb, da der Ottomotor bei hoher Leistungsanforderung und „leerem“ Akku auch mechanische Antriebsleistung erbringen kann. Der Akku wird jedoch nicht geladen, sondern nur vor weiterem Entladen bewahrt.

## Ladeverfahren
Normalerweise wird der Akku (16 kWh) über Nacht oder am Arbeitsplatz geladen. Die Ladedauer beträgt an einem in den USA üblichen 120-Volt-Stromanschluss etwa 10 Stunden, an den in Europa üblichen 230-Volt-Anschlüssen etwa 4 Stunden. Diese Ladedauer ist allerdings nur mit einer festmontierten optionalen Ladestation oder mit einem optionalen Ladekabel mit Mennekes-Ladestecker an entsprechenden Ladestellen erreichbar, da nur so die maximale Leistung des Bordladers von etwa 3,3 kW genutzt werden kann. Über das mitgelieferte Ladekabel mit Niederspannungsnetz-Steckdosen kann in Europa nur mit 2,3 kW (10 A, Ladezeit 6 Stunden) oder 1,4 kW (6 A, Ladezeit 11 Stunden) geladen werden.
Bei Fahrten, die die Reichweite des Fahrzeugs im Akkubetrieb übersteigen, wird der Strom für den Fahrmotor vom On-Board-Generator geliefert. Überschüssige Energie, wie z. B. bei Bergabfahrten oder beim „Bremsen“ (Nutzbremse), wird in elektrischen Strom umgewandelt (wiedergewonnen, rekuperiert) und zum Laden der Akkus verwendet. Die Wiedergewinnung von Energie kommt auch bei anderen Hybrid-Konzepten (z. B. bei Toyotas Hybrid Synergy Drive) und fast allen Elektroautos zur Anwendung.

## Betriebsmodi

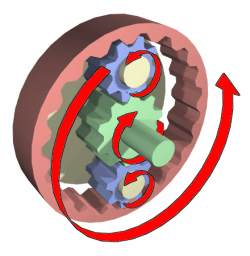
Zu Illustrationszwecken vereinfachte Darstellung eines Planetengetriebes mit zwei Planetenrädern, üblich sind drei oder mehr;
grün: Sonnenrad,
blau: Planetenräder,
rot: Hohlrad,
blassgelb: Achsen/Träger der blauen Planetenräder

Das Fahrzeug kann in 4 Fahrmodi gefahren werden. Welcher Modus zum Einsatz kommt, entscheidet die Elektronik anhand des Ladezustands der Akkus, der geforderten Leistung und der Geschwindigkeit.

### Elektrischer Betrieb: Modus eins und zwei
Bei geladenem Akku, also über 26 % der theoretischen Maximalladung, erfolgt rein elektrischer Betrieb (Modus 1 und 2). Modus 1 und 2 sind daher die am meisten verwendeten Modi, die auf der Mehrzahl der gefahrenen (kurzen) Strecken zum Einsatz kommen.
Antriebsleistung wird von einem (Modus 1) oder beiden (Modus 2) Elektromotoren geleistet, der Verbrennungsmotor läuft in beiden Modi nicht.

#### Modus 1: Hauptantriebsmotor alleine
Der elektrische Hauptantriebsmotor treibt das Sonnenrad des Planetengetriebes (grün) an; das Hohlrad (rot) ist über eine geschlossene Kupplung mit dem Gehäuse verbunden: Es steht. Die Antriebsenergie wird über die Träger (gelb) der Planetenräder (blau) mit einer Übersetzung von 1:7 abgenommen.
Bei hoher Leistung oder Drehzahl (bei einer Geschwindigkeit von mehr als ca. 70 Meilen pro Stunde (113 km/H)) wechselt die Elektronik in Modus zwei.

#### Modus 2: kombinierter Betrieb beider E-Motoren
Bei Geschwindigkeiten über 113 km/h (70 mph) kann der elektrische Hauptantriebsmotor nur mit ungünstigem Wirkungsgrad betrieben werden, da er dann über 6500/min drehen müsste. In diesem Fall und bei großer Leistungsanforderung wird eine Motorkupplung gelöst und der Generator wird als zweiter Elektromotor zusätzlich zum Antrieb verwendet. Beide Motoren werden mit Akkustrom gespeist, der Verbrennungsmotor läuft nicht.
Der Generator wird also nun als Motor verwendet und treibt das Hohlrad (rot) an, das sich nun in dieselbe Richtung wie das Sonnenrad dreht, jedoch deutlich langsamer. Damit kann die Drehzahl des Sonnenrades und somit auch des Hauptantriebsmotors gesenkt werden gegenüber stehendem Hohlrad.

### Range-Extender-Betrieb
Ist der Akkumulator auf 20 % seiner theoretischen Kapazität entladen, so wird der Verbrennungsmotor gestartet. Er treibt den Generator an, um Fahrstrom zu liefern; zugleich wird der Akkuladezustand konstant gehalten. Im Range-Extender-Betrieb wird Antriebsleistung entweder nur vom elektrischen Hauptantriebsmotor geleistet, während parallel dazu der Verbrennungsmotor mit konstanter Drehzahl den notwendigen Fahrstrom liefert, oder Hauptantriebsmotor und Verbrennungsmotor erbringen die Antriebsleistung zusammen. Auch hier entscheidet die Elektronik vollautomatisch, in welchem Modus gefahren wird.

#### Betriebsmodus 3
Das Fahrzeug wird weiterhin exklusiv über den elektrischen Hauptantriebsmotor angetrieben. Hohlrad und Generator sind nicht verbunden. Der Verbrennungsmotor erzeugt über den Generator elektrische Energie, die über die Leistungselektronik für den Antrieb des Hauptantriebsmotors benutzt wird. Für optimalen Wirkungsgrad des Verbrennungsmotors läuft dieser in Modus 3 unabhängig von der Geschwindigkeit des Fahrzeugs mit konstanter Drehzahl und hoher Last.

#### Betriebsmodus 4
Wird in diesem Range-Extender-Betriebszustand hohe Leistung angefordert (hohe Geschwindigkeit oder bergiges Gelände), kann der an den Generator gekoppelte Verbrennungsmotor auch mechanisch an das Hohlrad gekoppelt werden. Da mehrere zusätzliche Energieumwandlungen (Verbrennungsmotor – Generator – E-Motor) entfallen, wird damit die Effizienz des Gesamtsystems hochgehalten und ab ca. 113 km/h (70 mph) die Maximaldrehzahl des elektrischen Hauptantriebsmotors begrenzt. Nun liefert auch der Verbrennungsmotor unmittelbar auf die Räder wirkende Antriebsleistung.  Alle drei Motoren, zwei elektrische und der Verbrennungsmotor, treiben nun zusammen das Fahrzeug an.
Nach anderen Quellen wird der kleine Elektromotor bzw. Generator (in der Werksliteratur des Herstellers Fahrmotor „A“ genannt) in diesem Modus als Generator genutzt, um den Fahrstrom für den großen Elektromotor/Generator (Fahrmotor „B“) zu liefern, der dann das nötige Gegenmoment am Sonnenrad des Planetengetriebes liefert und somit ebenfalls das Fahrzeug antreibt. Gleichzeitig sinkt so die Drehzahl des Fahrmotors „B“. Eine ähnliche Funktionsweise hat das Hybrid Synergy Drive beim Toyota Prius.

## Akkumulator
Der Lithium-Ionen-Akkumulator hat einen Energieinhalt von 16 kWh und eine Masse von 198 kg. Die Antriebsbatterie besteht aus 288 Zellen (je 3 parallel, 96 in Reihe), die Versorgungsspannung beträgt somit etwa 350 V. Die Fahrzeugelektronik ist programmiert, den Ladezustand des Akkus zwischen 30 % und 80 % zu halten, um seine Lebensdauer zu verlängern, so dass effektiv nur 8,8 kWh genutzt werden.
Allerdings können laut Anzeige des Bordcomputers der Serienfahrzeuge bis zu 10,5 kWh entnommen werden. Mittlerweile liegen Fahrberichte vor, dass der Akkuladestand auf 18 % sinken kann (4,16 kWh), und bis zu 10,5 kWh verbraucht werden können. Dies würde bedeuten, dass die Akkus im Bereich 20 bis 85 % der Nennkapazität betrieben würden, also einer Spanne von 65 % der Nennkapazität.
Trotz fast gleicher Kapazität ist die Masse des Voltec-Antriebs-Akkus fast 70 % geringer als jene des bis 1999 gebauten General Motors EV1. Die Batterie wird bei niedrigen Außentemperaturen mittels eines integrierten elektrischen Heizelements und Wasser als Übertragungsmedium beheizt und bei hohen Umgebungs- oder Betriebstemperaturen durch die elektrisch per Hochspannung betriebene Klimaanlage gekühlt, um optimale Betriebsbedingungen sicherzustellen. General Motors gibt auf die Akkueinheit eine Garantie von acht Jahren bzw. 160.000 km.

## Elektrischer Verbrauch
Der elektrische Verbrauch, den die US-Behörde für Umweltschutz EPA ermittelt hat, beträgt 22,4 kWh/100 km. Dies entspricht einem Benzinäquivalent von 2,5 l/100 km (93 Meilen pro Gallone) bei vollständig geladenem Akku auf den ersten 56,3 km (35 Meilen).

## Benzinverbrauch
Da ein PKW mit Voltec-Antrieb erst dann Benzin verbraucht, wenn seine Akkus entladen sind, ist eine Verbrauchsangabe immer vor dem Hintergrund zu betrachten, ob der Wagen rein elektrisch, gemischt oder – bei vollständig entladenen Akkus – über den Umweg der Stromerzeugung ausschließlich mit Hilfe des Verbrennungsmotors bewegt wird. In letzterem Fall liegt der Benzinverbrauch dann bei 6,4 l/100 km (37 mpg) und bei 3,9 l/100 km (60 mpg) Benzinäquivalent im kombinierten Betrieb gemäß EPA.